# Luis Liendo
Luis Ygnacio Liendo (ur. 25 listopada 1980) – wenezuelski zapaśnik. Olimpijczyk z Londynu 2012, gdzie zajął dwunaste miejsce w kategorii 60 kg.
Piąty na mistrzostwach świata w 2011. Złoto na igrzyskach panamerykańskich w 2011. Pięć medali w mistrzostwach panamerykańskich. Mistrz igrzysk Ameryki Południowej w 2002 i 2014. Zwycięzca igrzysk Ameryki Środkowej i Karaibów w 2002 i 2006 i igrzysk boliwaryjskich w 2001, 2005, 2009 i 2013 roku.